# Classe Braunschweig (corvette)
La classe Braunschweig est une série de corvettes de la Deutsche Marine construite par le chantier naval Blohm & Voss à Hambourg de la firme allemande ThyssenKrupp Marine Systems conceptrice des navires de guerre de type MEKO appeler aussi K131.
Elle remplace les navires d'attaque rapide de classe Gepard pour combler le fossé entre les vedettes rapides et les grandes frégates.

## Conception
La classe Braunschweig est basée sur du type MEKO 100 développé pour plusieurs marines.
Ces tâches les plus importantes seront la surveillance en mer, la reconnaissance et le combat sur des cibles terrestres. Elle n'est pas équipée de sonar et d'armement anti-sous-marins. Par contre elle embarque deux drones hélicoptères.
 Elle a certaines caractéristiques du navire furtif avec une faible signature radar et infrarouge et une vitesse de croisière économique. L'automation de l'essentiel des tâches de sécurité à bord réduit de fait l'effectif de l'équipage.
À l'origine 15 navires ont été planifiés, mais seulement dix ont été financés en deux lots.

## Histoire
Les cinq premiers navires de classe Braunschweig forment le 1er escadron de corvettes de la 1re flottille de Rostock à Warnemünde.
Une nouvelle classe de cinq corvettes K131, une évolution des K130, dans le cadre de navires de combat multi-rôle de type MEKO est commandée le 21 juin 2017 pour une livraison terminée d'ici 2026. Son coût est de 1,5 milliard d'euros.
La construction du premier exemplaire de ce second lot débute le 7 février 2019.

## Les bâtiments
| Pennant number | Nom                   | Lancement         | Service effectif  | Chantier naval        | Fin de carrière         | Photo |
| -------------- | --------------------- | ----------------- | ----------------- | --------------------- | ----------------------- | ----- |
| F260           | Braunschweig          | 19 avril 2006     | 16 avril 2009     | Blohm & Voss Hambourg | Allemagne - en activité |       |
| F261           | Magdeburg             | 6 septembre 2006  | 22 septembre 2008 | Lürssen Brême         | Allemagne - en activité |       |
| F262           | Erfurt                | 29 mars 2007      | 2011              | Nordseewerke Emden    | Allemagne -             |       |
| F263           | Oldenburg             | 28 juin 2007      | 2011              | Blohm & Voss Hambourg | Allemagne -             |       |
| F264           | Ludwigshafen am Rhein | 26 septembre 2007 | 2011              | Lürssen Brême         | Allemagne -             |       |